# Арбутин
Арбутин (арбутозид, или эриколин) — гликозид фенольного типа, состав C12H16O7 • ½ H2O, (бета-D-глюкопиранозид), принадлежит группе арил-бета-гликозидов (производное гидрохинона). Молекулярная масса 272,251
Название по номенклатуре IUPAC: (2R,3S,4S,5R,6S)-2-гидроксиметил-6-(4-гидроксифенокси)оксан-3,4,5-триол
- Другие названия: арбутозид, вакцинин, гидрохинон-β-D-глюкопиранозид

## Природные источники
Арбутин содержится в бадане толстолистном (Bergénia crassifólia), в листьях толокнянки (Arctostaphylos uva-ursi), грушанки вида Pyrola umbellata, обнаружен также в листьях черники кавказской (Vaccinium arctostaphylos). Содержание арбутина в листьях бадана достигает 22 %. По содержанию арбутина бадан является самым богатым в мире растительным источником; в толокнянке (5 % арбутина). Другие названия: арбутозид, вакцинин, гидрохинон-β-D-глюкопиранозид

## Получение
Выделение арбутина складывается из следующих стадий: 
- экстракция
- очистка от балластных веществ
- выделение суммы биологически активных веществ
- выделение индивидуального вещества

Получение арбутина проводили следующим образом: измельченное сырье заливали водой. Настаивали в течение 30 мин при 100°С, полученное извлечение сливали. Настаивание повторяли 3 раза. В результате экстракции получили вытяжку, содержащую сумму водо-растворимых фенольных соединений и сахаров , что подтверждали качественными реакциями на арбутин, дубильные вещества, флавоноиды и сахара . Извлечение упаривали. К полученному концентрату добавляли оксид кальция для осаждения дубильных веществ. Далее извлекали некоторые флавоноиды . Свободные сахара осаждали в виде озазонов. Дальнейшую очистку извлечения проводили методом колоночной хроматографии. Из элюата методом кристаллизации выделили белое кристаллическое вещество и проводили его идентификацию.
До 30-х годов прошлого столетия для получения арбутина из листьев брусники, бадана или толокнянки использовали более примитивные технологии. Кристаллы арбутина выделяли при стоянии упаренного раствора и очищали его кристаллизацией из воды после обработки активированным углем.

## Свойства

### Физические свойства
Арбутин — горькое вещество, легко растворимое в горячей воде. Кристаллизуется в виде длинных, шелковистых игл.
Тпл. 170 °C (по др. ист. 199,5)

### Химические свойства
- C хлорным железом дает голубое окрашивание;
- разведённой серной кислотой гидролизуется с образованием сахара и гидрохинона.

## Применение
В желудке гликозид отщепляет свободный гидрохинон который раздражает почечную ткань и усиливает мочеотделение. Также гидрохинон убивает микрофлору мочевыводящих путей, что важно при цистите.
В косметологии арбутин используется для осветления кожи, поскольку он обладает способностью блокировать тирозиназу, участвующую в синтезе меланина. Наряду с арбутином, с той же целью потенциально может использоваться менее токсичный дигидрокверцетин.